# Aydoğdu, Gölova
Aydoğdu là một xã thuộc huyện Gölova, tỉnh Sivas, Thổ Nhĩ Kỳ. Dân số thời điểm năm 2011 là 58 người.